# Zámecká věž
Zámecká věž je městská věž, která stojí na levém břehu říčky Teplé na ostrohu nad Tržní kolonádou v Karlových Varech. Vznikla přestavbou obytné věže bývalého královského hradu. Od roku 1964 je chráněna jako kulturní památka.

## Historie
K založení gotického hradu došlo pravděpodobně okolo roku 1358 na příkaz krále Karla IV., který zde v letech 1370–1376 několikrát pobýval. V roce 1370 zde vydal listinu, kterou věnoval vsím Oboru a Drahovicím. Tuto listinu roku 1401 potvrdil Václav IV. Karlovy Vary se staly komorním městem a spravoval je loketský purkrabí. V majetku českých králů zůstaly do roku 1437, kdy je získali do zástavy spolu s Loketskem Šlikové. Někdy okolo roku 1475 je od Matyáše Šlika dostal za 500 říšských zlatých do zástavy rytíř Václav Polacký z Polak. Mezi novým majitelem a měšťany docházelo ke sporům, které bývaly řešeny zavíráním měšťanů do hradní věže. To se doneslo králi Vladislavovi II. Jagellonskému, který 10. dubna 1475 nařídil Šlikům, aby Polackému zaplatili 650 říšských zlatých a propustili ho. Polacký pak musel zaplatit veškeré své dluhy. Po Matyášově smrti v roce 1489 přešel hrad do majetku Jeronýma Šlika. Za něj a jeho syna Šebastiána Šlika se karlovarští spolu s loketskými postavili proti vrchnosti. Obě znesvářené strany se spolu v letech 1502–1506 střetly ve válce. V roce 1504 Šlikové dobyli hrad a město, ovšem v roce 1505 jej ztratili a navíc byli obžalováni z porušení zákonů. Správou hradu byl dočasně pověřen Jiří Bírka z Násilé, hejtman na Křivoklátě. Dne 21. března 1506 došlo k uzavření míru a hrad připadl Šlikům, kteří jej připojili k Lokti. V roce 1547 se Šlikové přidali na stranu stavů proti Ferdinandovi I., o hrad přišli, a ten se vrátil do majetku krále. V této době však byl nevyužíván a pustl. Dne 13. prosince 1567 jej Maxmilián II. daroval městu, které zde skladovalo nářadí hasičů. V roce 1598 pak od Rudolfa II. město získalo také okolní lesy, které původně k hradu náležely. V roce 1604 město postihl požár, po kterém hrad nebyl obnoven.
V roce 1604 hrad vyhořel, a místo tak zůstalo bez využití. Ovšem ne na dlouho, neboť už v roce 1608 došlo k výstavbě barokní městské hlásky. V hlásce pobývali trubač, jehož úkolem bylo ohlašovat příjezd významných hostů do města a později zahajování lázeňské sezony, a věžník, který hlásil požáry. V roce 1759 město znovu vyhořelo a roku 1766 se hláska dočkala obnovení. V 18. a 19. století prošla řadou přestaveb do současné podoby. V roce 1911 byl u věže přistavěn výtah od Friedricha Ohmanna, jenž je také autorem Zámecké kolonády. Zatím poslední rekonstrukce proběhla v roce 2001. Dnes zde sídlí restaurace, vinárna a galerie.

## Stavební podoba
Z malého hradu se dochoval pouze silně přestavěný donjon, na který na severozápadě navazoval palác doložený archeologickým průzkumem. Napovídá tomu také slabá severozápadní zeď a suterén s valenou klenbou, který pod věž částečně zasahuje.